# Платон Анкирски
Платон Анкирски (302. или 306.) је ранохришћански мученик из 4. века .
Рођен је у граду Анкири у Галатији у побожној породици. Као младић је отишао од куће и ходао по градовима, надахнуто проповедајући хришћанство незнабошцима. Када га је владар Агрипин ухватио и довео у Зевсов храм на суђење, судија је најпре покушао да ласка светитељу како би га убедио да се одрекне Христа и уверио је младића да се може упоредити са великим филозофом Платоном ако се поклони паганских богова. На то је свети Платон одговорио да је мудрост философа, иако велика, пролазна и ограничена, док права, вечна и безгранична мудрост лежи у јеванђељском учењу. Тада му је судија обећао да ће му дати прелепу ћерку као награду за одрицање, а у случају одбијања запретио је мукама и смрћу. Свети Платон је одговорио да бира привремену смрт ради вечног живота. Владару је понестало стрпљења, и он је наредио да мученика немилосрдно пребију и потом пошаљу у тамницу .
После вишедневног мучења, мученику Платону је одсечена глава. Свети Платон је страдао 302. или 306. године.
Православна црква га помиње 18. новембра (1. децембра) . 